# Оліва-де-ла-Фронтера
Оліва-де-ла-Фронтера (ісп. Oliva de la Frontera) — муніципалітет в Іспанії, у складі автономної спільноти Естремадура, у провінції Бадахос. Населення — 5573 особи (2010).

## Географія
Муніципалітет розташований на португальсько-іспанському кордоні.
Муніципалітет розташований на відстані близько 360 км на південний захід від Мадрида, 65 км на південь від Бадахоса.

## Демографія
Динаміка населення (INE ):

## Галерея зображень

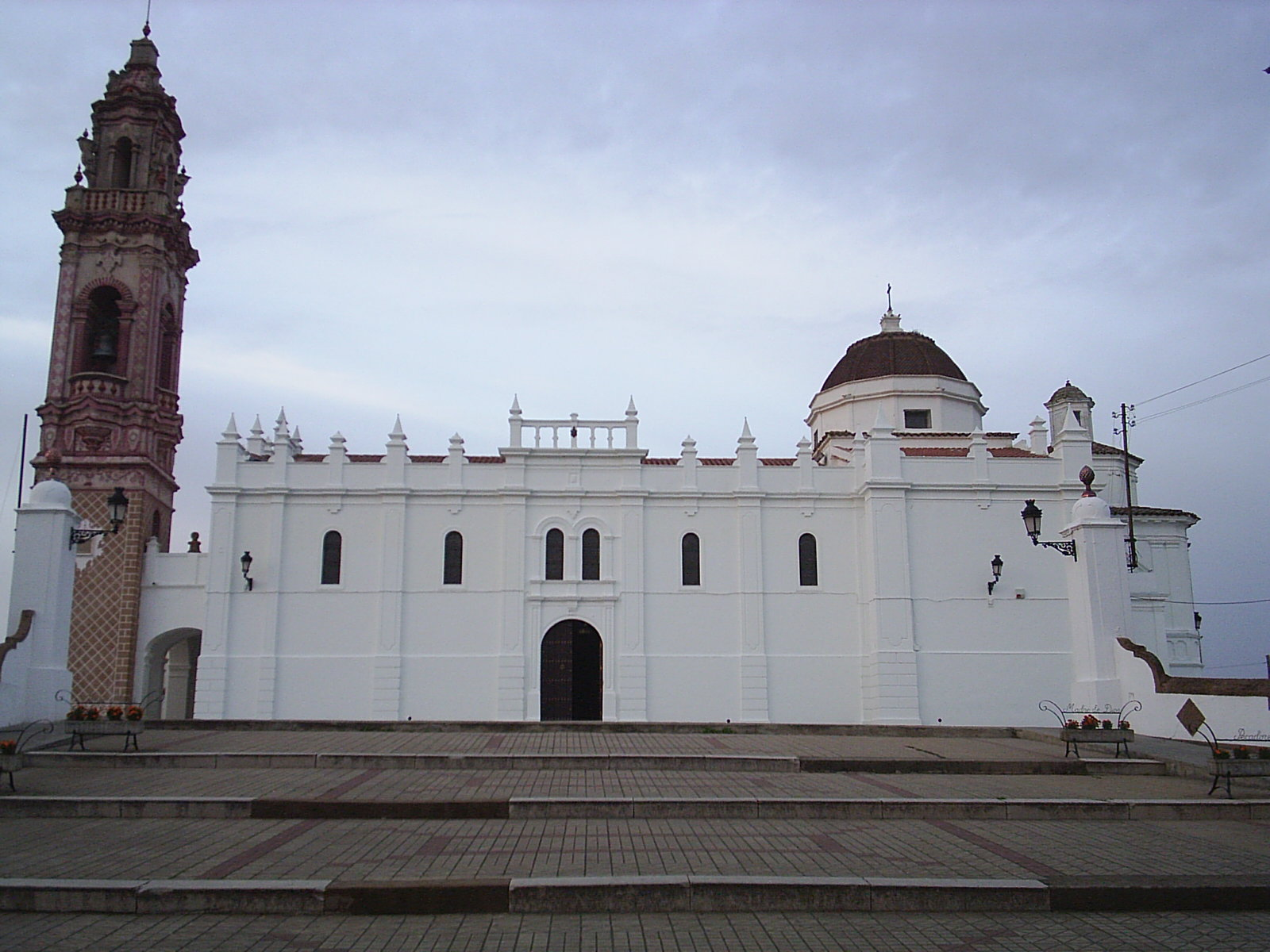
Храм Нуестра-Сеньйора-Вірхен-де-Грасія